# Denistone, New South Wales
Denistone este o suburbie în Sydney, Australia.